# Île Mouac
L’île Mouac est un îlot de Nouvelle-Calédonie appartenant administrativement à Poum.

## Histoire
Elle a été louée partiellement à Alexandre Winchester (1860) pour l'élevage de porcs, et à Henri Williams (1898). 